# مايو د. هيرسي
مايو د. هيرسي (بالإنجليزية: Mayo Dyer Hersey) هو مهندس أمريكي، ولد في 30 أغسطس 1886 في مقاطعة بروفيدانس في الولايات المتحدة، وتوفي في 5 سبتمبر 1978 في بروفيدنس في الولايات المتحدة.

## وصلات خارجية
- مايو د. هيرسي على موقع إن إن دي بي (الإنجليزية)